# WKS Śląsk Wrocław

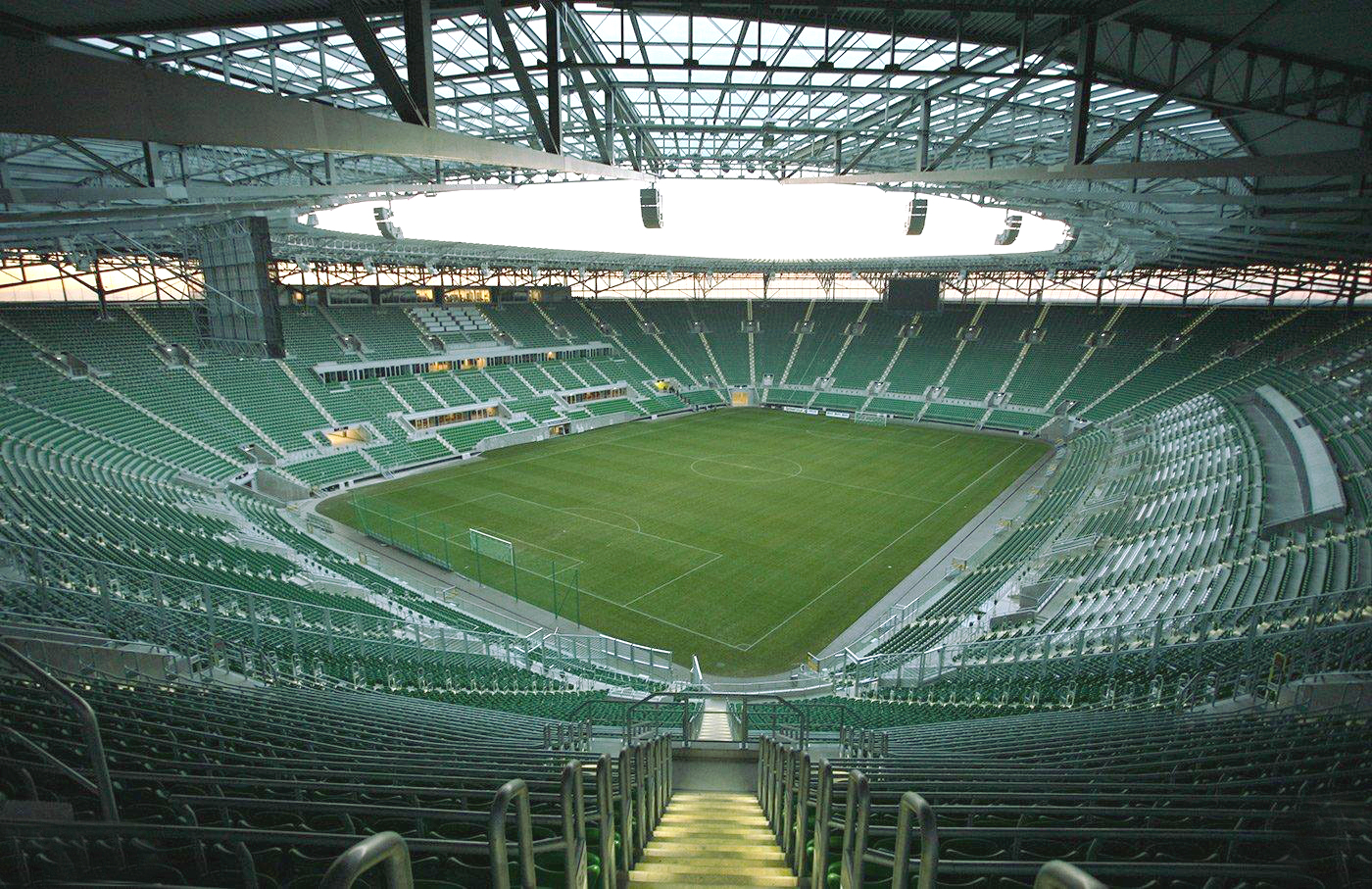
Stadion Wrocław

WKS Śląsk Wrocław (Wojskowy Klub Sportowy Śląsk Wrocław) – polski wielosekcyjny klub sportowy, założony w 1947 we Wrocławiu jako Wojskowy Klub Sportowy Pionier. W 2018 odznaczony odznaką honorową Zasłużony dla Województwa Dolnośląskiego.

## Piłka nożna

### Piłka nożna mężczyzn
Piłkarze WKS Śląsk Wrocław dwukrotnie zdobywali tytuł mistrza Polski.

### Piłka nożna kobiet
- Śląsk Wrocław SPNK

## Koszykówka
Sekcja koszykarska WKS Śląsk Wrocław 18-krotnie sięgała po tytuł mistrzów Polski w koszykówce.

## Piłka ręczna
Drużyny szczypiornistów WKS Śląsk Wrocław 15-krotnie zdobywali tytuł mistrzów Polski w piłce ręcznej 7-osobowej.

## Judo
W klubie istnieje sekcja judo. Zawodnikami sekcji byli m.in. Rafał Kubacki i Barbara Letka.